# 애널라이즈 디스
《애널라이즈 디스》(영어: Analyze This)는 1999년에 개봉한 미국 범죄 코미디 영화이다. 해럴드 레이미스가 연출하였으며, 로버트 드니로가 불안 장애에 시달리는 마피아 두목 역을, 빌리 크리스털이 반강제로 그를 상담하는 정신과의 역을 맡았다.
박스 오피스에서 성공하였으며, 평단으로부터 대체로 긍정 평가를 받았다.
속편 《애널라이즈 댓》(2002)으로 이어진다.

## 줄거리
정신과의 벤 소블은 도로에서 우연히 범죄 조직 두목 폴 비티의 차 후미를 박는다. 이게 인연이 되어 벤은 범불안 장애 환자 폴을 상담하게 된다. 폴은 스트레스에서 기인한 발기 부전에 시달리며 자주 공황 발작을 일으키고 있다.

## 출연진
- 로버트 드니로 - 폴 비티 역
- 빌리 크리스털 - 벤 소블 의사 역
- 리사 쿠드로 - 로라 맥너마라 소블 역
- 채즈 팰민테리 - 프리모 시돈 역
- 조 비터렐리 - 젤리 역
- 빌 메이시 - 아이작 소블 의사 역
- 리오 로시 - 칼로 망가노 역
- 카일 서비히 - 마이클 소블 역
- 리베카 슐 - 도러시 소블 역
- 몰리 섀넌 - 캐럴라인 역
- 맥스 카셀라 - 니키 시버스 역
- 팻 쿠퍼 - 샐버토어 매시엘로 역
- 리처드 S. 캐스털라노 - 지미 부츠 역
- 조 리가노 - 도미닉 머네타 역
- 아시프 만드비 - 슐먼 의사 역
- 토니 대로 - 무니 역
- 아이라 휠러 - 스콧 맥너마라 역

## 우리말 녹음
| SBS 성우진 (2006년 2월 11일) - 양지운 - 폴 비티(로버트 드니로) - 오세홍 - 벤 소블(빌리 크리스털) - 손정아 - 로라 (리사 쿠드로) - 김정호 - 젤리(조 비터렐리) - 한상혁 - 프리모(채즈 팰민테리) - 권혁수 - 지미(리처드 S. 캐스털라노) - 김태훈 - 도미닉(조 리가노) - 이연희 - 캐럴라인(몰리 섀넌) - 김영선 - 칼로 망가노(리오 로시) - 김관진 - 김소형 - 윤복성 - 최한 - 임주현 | KBS 성우진 (2014년 5월 23일) - 양지운 - 폴 비티(로버트 드니로) - 오세홍 - 벤 소블(빌리 크리스털) - 은미 - 로라 맥너마라 소블(리사 쿠드로) - 노민 - 젤리(조 비터렐리) - 이봉준 - 샐버토어 매시엘로(팻 쿠퍼) - 이재용 - 프리모 시돈(채즈 팰민테리) - 오인성 - 지미 부츠(리처드 S. 캐스털라노) / 스콧 맥너마라(아이라 휠러) - 홍진욱 - 아이작 소블(빌 메이시) / 도미닉 머네타(조 리가노) - 오인실 - 캐럴라인(몰리 섀넌) - 박영재 - 칼로 망가노(리오 로시) - 남도형 - 니키 시버스(맥스 카셀라) - 양유진 - 마이클 소블(카일 서비히) - 탁원정 - 슐먼(아시프 만드비) |  |